# آیدا آکسل
آیدا آکسل (به ترکی استانبولی: Ayda Aksel؛ زادهٔ ۳۱ اکتبر ۱۹۶۲) بازیگر اهل ترکیه است. وی از سال ۱۹۸۰ میلادی تاکنون مشغول فعالیت بوده‌است.
از فیلم‌ها یا مجموعه‌های تلویزیونی که وی در آن نقش داشته‌است می‌توان به امتحان، هرجایی، بابا و خانواده اشاره کرد.